# Осада Родоса (1480)
Осада Родоса (англ. Siege of Rhodes) — осада в 1480 году острова Родос войсками Османской империи.

## Предыстория
Крепость Родоса уже успешно выдержала египетскую осаду 1444 года. Но в 1470 году население соседнего острова Тилос покинуло его после атак со стороны Османской империи. Большинство переселилось на Родос. В 1475 году на Родос переехало население Халки.

## Ход осады
23 мая 1480 года османский флот подошёл к Родосу. Численность турок оценивается от 15-25 до 70 тысяч человек и от 50 до 160 кораблей, тогда как Родосскую крепость защищало около 500 рыцарей и оруженосцев и 2-3 тысячи солдат и ополченцев. Максимальное количество защитников острова оценивается в 7 тысяч. Руководил обороной Родоса великий магистр ордена госпитальеров Пьер д’Обюссон.
Первой стратегической целью у османов было захватить башню Святого Николая. Утверждается, что от артиллерии крепость принимала на себя до 1000 пушечных снарядов в день, но защитникам удалось устоять. Тогда укрепления сильно разрушились, но благодаря усилиям рабов, горожан и солдат их удалось восстановить и даже укрепить ещё сильнее. Первый штурм форта был обречён с самого начала, когда по кораблям сипахов (элитных солдат, уступающих разве что янычарам) был открыт пушечный огонь, заставивший воинов спрыгивать с кораблей и плыть к укреплениям самостоятельно, но там их встретил повальный огонь из длинных луков, арбалетов и аркебуз, а также частокол, сверху которого тех поливали греческим огнём и рубили двуручными мечами. По итогу кровавого сражения сипахи были практически полностью перебиты, многие утонули, одну из трирем на которых те плыли и вовсе подорвали, а другие критически повредили, выведя из строя на всё оставшееся время осады.
Вторая попытка захватить башню была предпринята с востока со стороны залива Акандия. Под покровом ночи к форту приставили понтоны, по которым плотными группами атаковали янычары, но их натиск оказался бессильным, сверху по ним стреляли из всё тех же аркебуз, арбалетов и луков, а также понтоны подверглись обстрелу из пушек и поджогу при помощи греческого огня. По итогу и второй штурм оказался безуспешным.

## Штурм
27 июля произошла решающая битва. Около 2,5 тыс. янычар, совместно с ещё более многочисленными башибузуками («чернью» османского войска, коих использовали как расходный материал для засыпания рвов и атак в первых рядах, гонимых при помощи жёстких наказаний в случае отступления) сумели захватить Итальянскую башню и войти в еврейский квартал. Великий магистр ордена в этой битве был ранен копьём, брошенным ему в грудь янычаром гигантских габаритов, и пробившее его пластинчатый доспех, достигнув тем самым лёгкого. Легенда гласит, что одной из причин бегства османского войска явились многочисленные хоругви, возвышающиеся над дымом. Ислам запрещает изображения людей, и многие башибузуки испугались подобного (ибо были в основном безграмотными и суеверными), после чего принялись повально отступать, увлекая за собой и янычар. Хотя более вероятно, что башибузуки просто не выдержали напора с одной стороны от рыцарей, и с другой стороны от обозлённых на них янычар, и в ходе «толкучки» на стенах просто настолько деморализовались, что отступили до самого осадного лагеря.
В ходе преследования бегущих, госпитальеры эффективно контратаковали, что привело к самому позорному этапу Османской осады — а именно потере лагеря (расположенного у подножья горы С. Стефана) и захвату всех исламских знамён воинами Христа. 

## Результаты
В тот день турки потеряли от 3500 до 5000 человек (второй вариант, вероятно, завышен). Спустя десять дней войско Мехмеда II свернуло лагерь и собралось на берегу в Трианде, где когда-то и высадилось. Спустя 11 дней оно эвакуировалось. 17 августа 1480 года османский флот покинул остров. Мехмед II собирался взять Родос через некоторое время, но в 1481 году он умер. Родос остался за госпитальерами ещё на 42 года.